# Sbitène

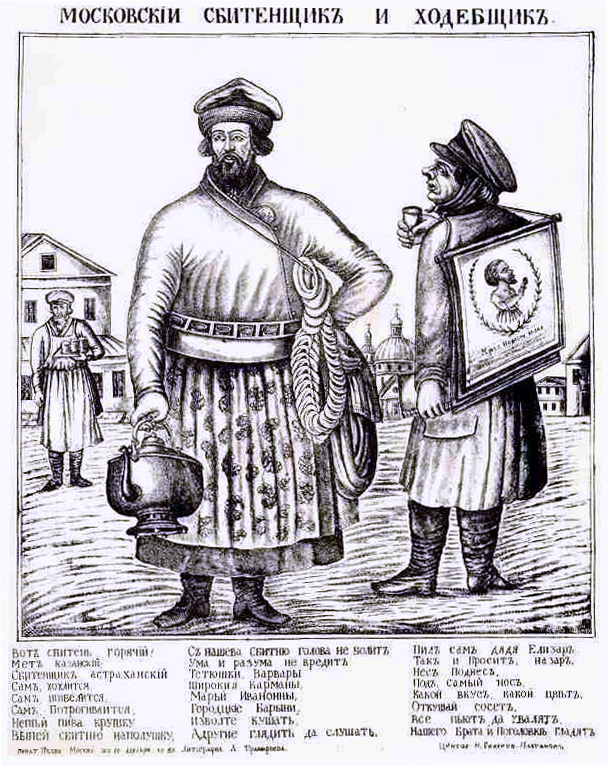
Un sbitenchtchik du XIXe siècle en Russie.

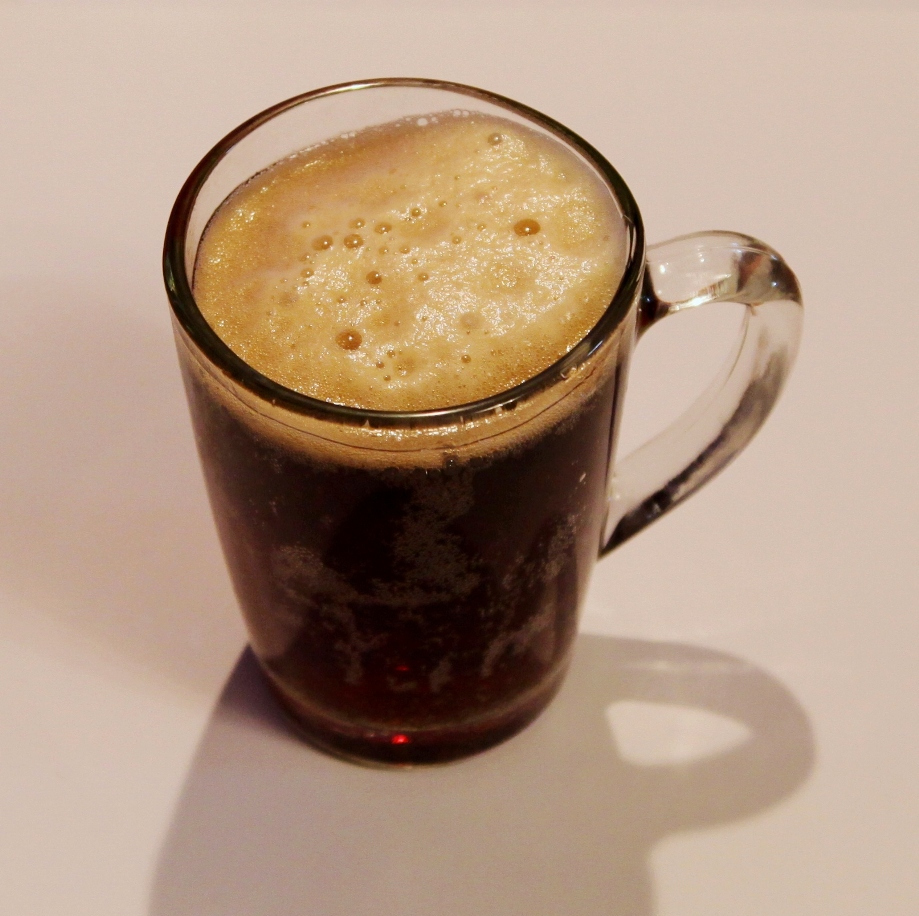
Sbitène.

Le sbitène, parfois sbiten si pris depuis une transcription du russe en anglais (russe : сбитень), est un hydromel traditionnel russe bu chaud en hiver. La vente en était assurée par un sbitenchtchik, vendeur ambulant. De nos jours, il est plutôt remplacé par le thé. 
Le sbitène peut être conservé dans un samovar, grand récipient métallique, qui permet une distribution aisée à l'aide de robinets.